# Fernando Argila
Fernando Argila Pazzaglia (Barcellona, 26 dicembre 1920 – 8 gennaio 2015) è stato un calciatore e allenatore di calcio spagnolo, di ruolo portiere.

## Biografia
Il figlio Fernando José de Argila Irurita ha allenato in Italia l'F.C.D. Vis Misano nelle stagioni 2009-2010 e 2010-2011 portandolo dalla Promozione all'Eccellenza. Ha inoltre allenato la formazione Primavera del Cesena nella stagione 2012-2013 e la prima squadra del San Marino nella stagione 2013-2014.

## Carriera
Giocò nella massima serie del campionato spagnolo con Barcelona, Real Oviedo e Atlético Madrid.
Nel 1954 giocò la sua unica partita con la Nazionale di calcio spagnola, un'amichevole contro la Turchia conclusasi 4-1.
Cessata l'attività agonistica , ha intrapreso quella di allenatore, guidando varie formazioni spagnole e lo Sporting Lisbona.

## Palmarès

### Giocatore

#### Competizioni nazionali
- Coppa di Spagna: 1

Barcellona: 1942
- Coppa Eva Duarte: 1

Atletico Madrid: 1951